# Manchester United Football Club 1981-1982
Questa voce raccoglie le informazioni riguardanti il Manchester United Football Club nelle competizioni ufficiali della stagione 1981-1982.

## Stagione
Al posto dell'uscente Dave Sexton venne ingaggiato l'allenatore del West Bromwich Ron Atkinson che ricostruì la formazione portando dalla sua vecchia squadra la future bandiere dei Red Devils Remi Moses e Bryan Robson. Mentre, nelle coppe nazionali, i mancuniani uscirono nelle prime fasi, in campionato rimasero nelle prime posizioni della classifica raggiungendo nel finale il gradino più basso del podio che consentì loro di qualificarsi alla Coppa UEFA.

## Maglie
Lo sponsor tecnico per la stagione 1981-1982 è Adidas.
| Manica sinistra · Manica sinistra · Maglietta · Maglietta · Manica destra · Manica destra · Pantaloncini · Pantaloncini · Calzettoni · Calzettoni | Manica sinistra · Manica sinistra · Maglietta · Maglietta · Manica destra · Manica destra · Pantaloncini · Pantaloncini · Calzettoni · Calzettoni | Manica sinistra · Manica sinistra · Maglietta · Maglietta · Manica destra · Manica destra · Pantaloncini · Pantaloncini · Calzettoni · Calzettoni |  |

## Rosa
| N. |                             | Ruolo | Calciatore      |
| -- | --------------------------- | ----- | --------------- |
|    | Inghilterra (bandiera)      | P     | Gary Bailey     |
|    | Irlanda (bandiera)          | P     | Paddy Roche     |
|    | Scozia (bandiera)           | D     | Arthur Albiston |
|    | Scozia (bandiera)           | D     | Martin Buchan   |
|    | Inghilterra (bandiera)      | D     | Mike Duxbury    |
|    | Inghilterra (bandiera)      | D     | John Gidman     |
|    | Scozia (bandiera)           | D     | Gordon McQueen  |
|    | Irlanda (bandiera)          | D     | Kevin Moran     |
|    | Irlanda del Nord (bandiera) | D     | Jimmy Nicholl   |
|    | Inghilterra (bandiera)      | C     | Steve Coppell   |
|    | Galles (bandiera)           | C     | Alan Davies     |

| N. |                             | Ruolo | Calciatore       |
| -- | --------------------------- | ----- | ---------------- |
|    | Irlanda (bandiera)          | C     | Ashley Grimes    |
|    | Scozia (bandiera)           | C     | Lou Macari       |
|    | Irlanda del Nord (bandiera) | C     | Sammy McIlroy    |
|    | Inghilterra (bandiera)      | C     | Remi Moses       |
|    | Inghilterra (bandiera)      | C     | Bryan Robson     |
|    | Inghilterra (bandiera)      | C     | Ray Wilkins      |
|    | Inghilterra (bandiera)      | A     | Garry Birtles    |
|    | Scozia (bandiera)           | A     | Scott McGarvey   |
|    | Irlanda (bandiera)          | A     | Frank Stapleton  |
|    | Irlanda del Nord (bandiera) | A     | Norman Whiteside |